# Mahmoud Kahil
Pour les articles homonymes, voir Kahil.
Mahmoud Kahil (arabe : محمود كحيل محمود كحيل) né le 13 juillet 1936 à Tripoli, Liban et mort le 11 février 2003 à Londres, est un caricaturiste et dessinateur de presse libanais.

## Biographie
Il fait une année d'études de commerce à l’université américaine de Beyrouth puis se consacre au dessin. Il devient graphiste dans une agence publicitaire à Beyrouth.

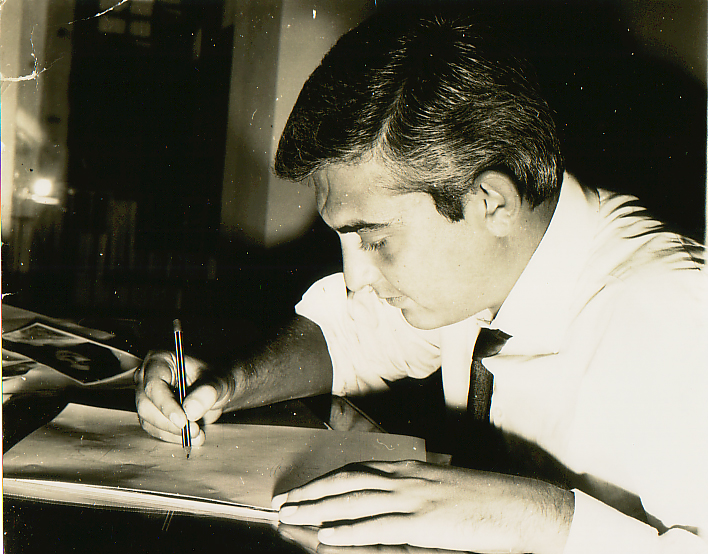
Mahmoud Kahil.

En 1961, il est engagé au magazine hebdomadaire Al Ubsu Al-Arabi, puis en 1963, il travaille au magazine pour enfants Shahrazade, dans lequel il crée la bande dessinee Busat Al Rih. 
En 1965-1966, il travaille par Lisan al Hal (en), un quotidien libanais dans lequel il présente ses premières caricatures politiques, puis en 1966-1968, il travaille pour Mu’Assassat Al Hayat et en 1968-1971, il travaille pour Al Hasna’ Magazine où il devient directeur artistique,,.
En 1967, aux côtés de Farid Salman et Roro Breidi, il lance un projet d' actualités libanaises.
Au début des années 1970, il se consacre exclusivement à la réalisation de caricatures de presse - la plupart en couleurs - pour l’hebdomadaire politique Monday Morning. Il s’établit comme caricaturiste indépendant en 1971 et signe ainsi plusieurs contrats avec Al Ubsu Al Arabi en tant que directeur artistique, The Dailystar Newspaper et Monday Morning, pour lesquels il dessinera de façon régulière jusqu’en 1975.

### Guerre civile libanaise
Il quitte le Liban lors de la guerre civile, en 1979, et s'exile à Londres. Il travaille pour plusieurs journaux : Asharq Al Awsat, Arab News et Al Majalla Magazine. Il devient également chief cartoonist pour le mensuel anglophone : Middle East International.

### Style
Durant la Seconde guerre du Liban, un certain nombre de ses dessins sur le sujet sont exposés, avec grand succès. Certaines de ses caricatures sont totalement exemptées de texte. La plupart du temps, les dessins occupent une page entière, généralement de format 24 x 32 cm pour des originaux en couleur et de format A3 pour les originaux en noir et blanc. Ils peuvent parfois se développer en plusieurs phases sur une même feuille.

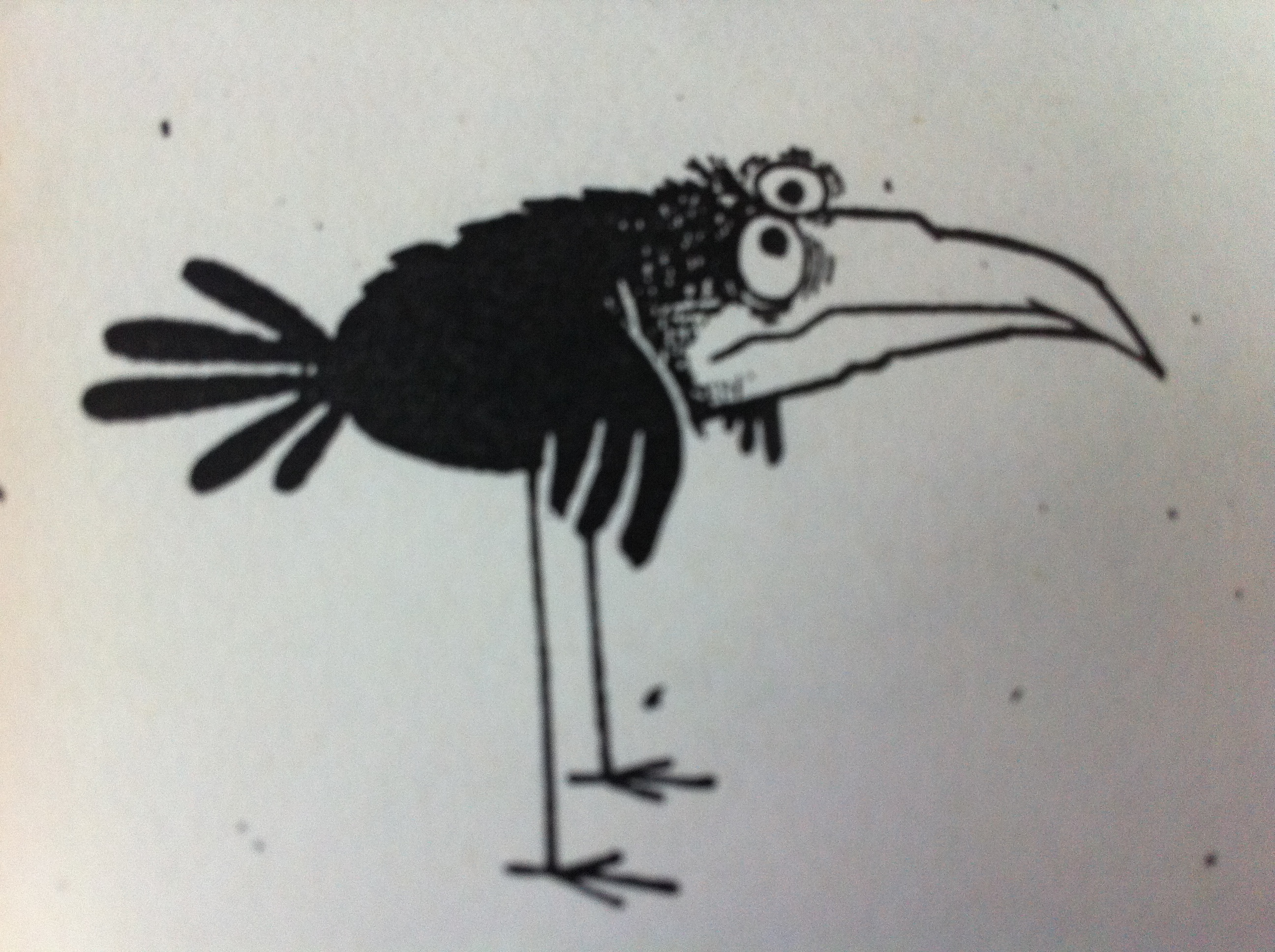
Caricature d'un corbeau de Mkahil.

Il meurt à l'âge de 66 ans des suites de complications lors d'une chirurgie cardiaque à Londres. Mahmoud Kahil est le père de deux enfants.